# Ouled Zouaï
Ouled Zaoui (în arabă أولاد الزوى) este o comună din provincia Oum El-Bouaghi, Algeria.
Populația comunei este de 4.998 de locuitori (2008).